# Cadillac Sixty Special
Cadillac Sixty Special — це назва, яку Cadillac використовує для позначення спеціальної моделі з часів появи подовженої колісної бази Series 60 у 1938 році, розробленої Харлі Ерлом-Біллом Мітчеллом, яку часто називають Fleetwood Sixty Special. Позначення Sixty Special було зарезервовано для деяких найрозкішніших автомобілів Cadillac. Він пропонувався як чотиридверний седан і недовго як чотиридверний хардтоп. Ця ексклюзивність знайшла своє відображення у введенні ексклюзивного Fleetwood Sixty Special Brougham d'Elegance у 1973 році та Fleetwood Sixty Special Brougham Talisman у 1974 році, і він пропонувався як один з пакетів комплектації нижче лімузина Series 70. Назва Sixty Special була тимчасово вилучена з експлуатації в 1976 році, але знову повернулася в 1987 році та продовжувала використовуватись до 1993 року.

## Покоління

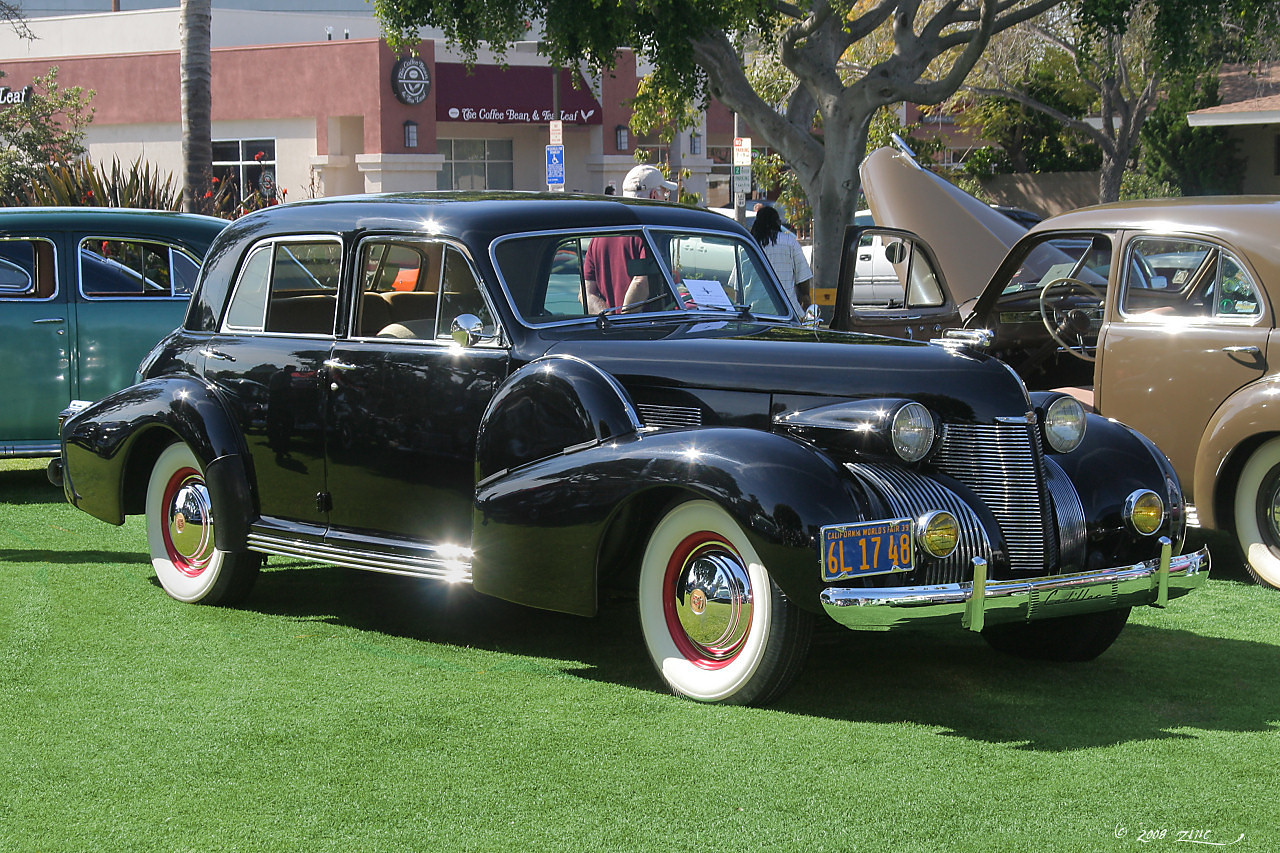
Cadillac Fleetwood 60 Special (1938-1942)
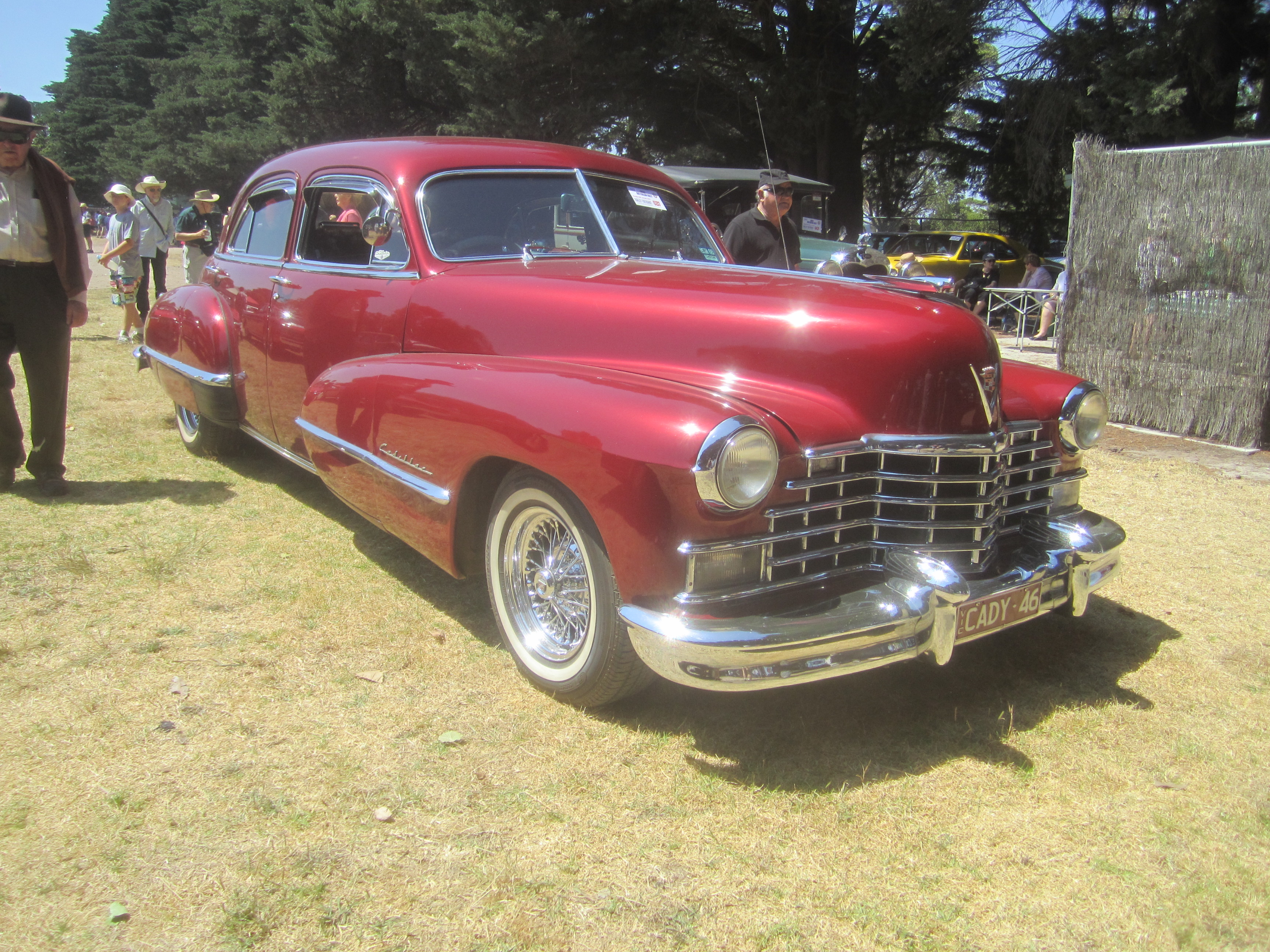
Cadillac Fleetwood Sixty Special (1946-1949)
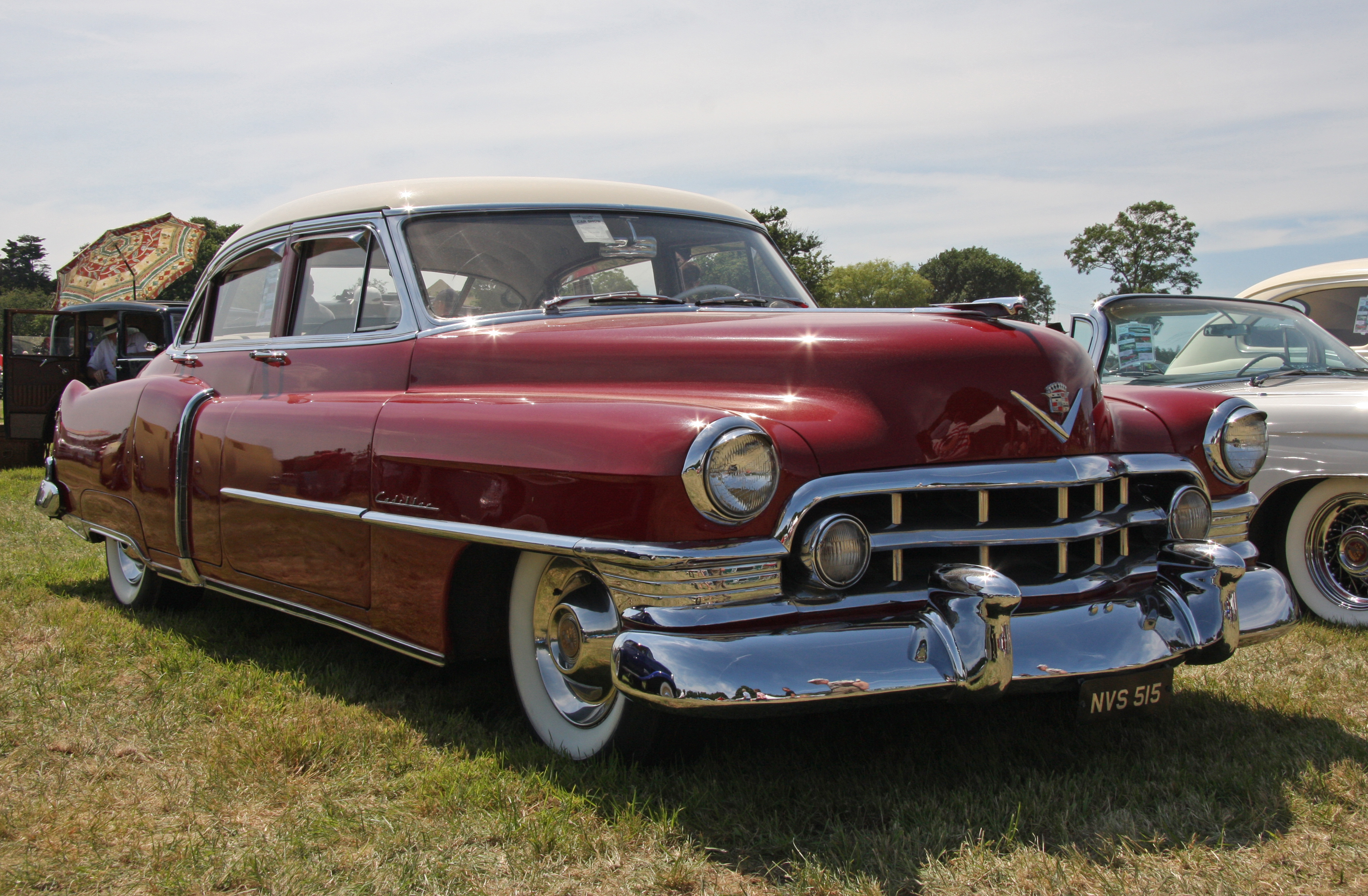
Cadillac Fleetwood Sixty Special (1950-1953)
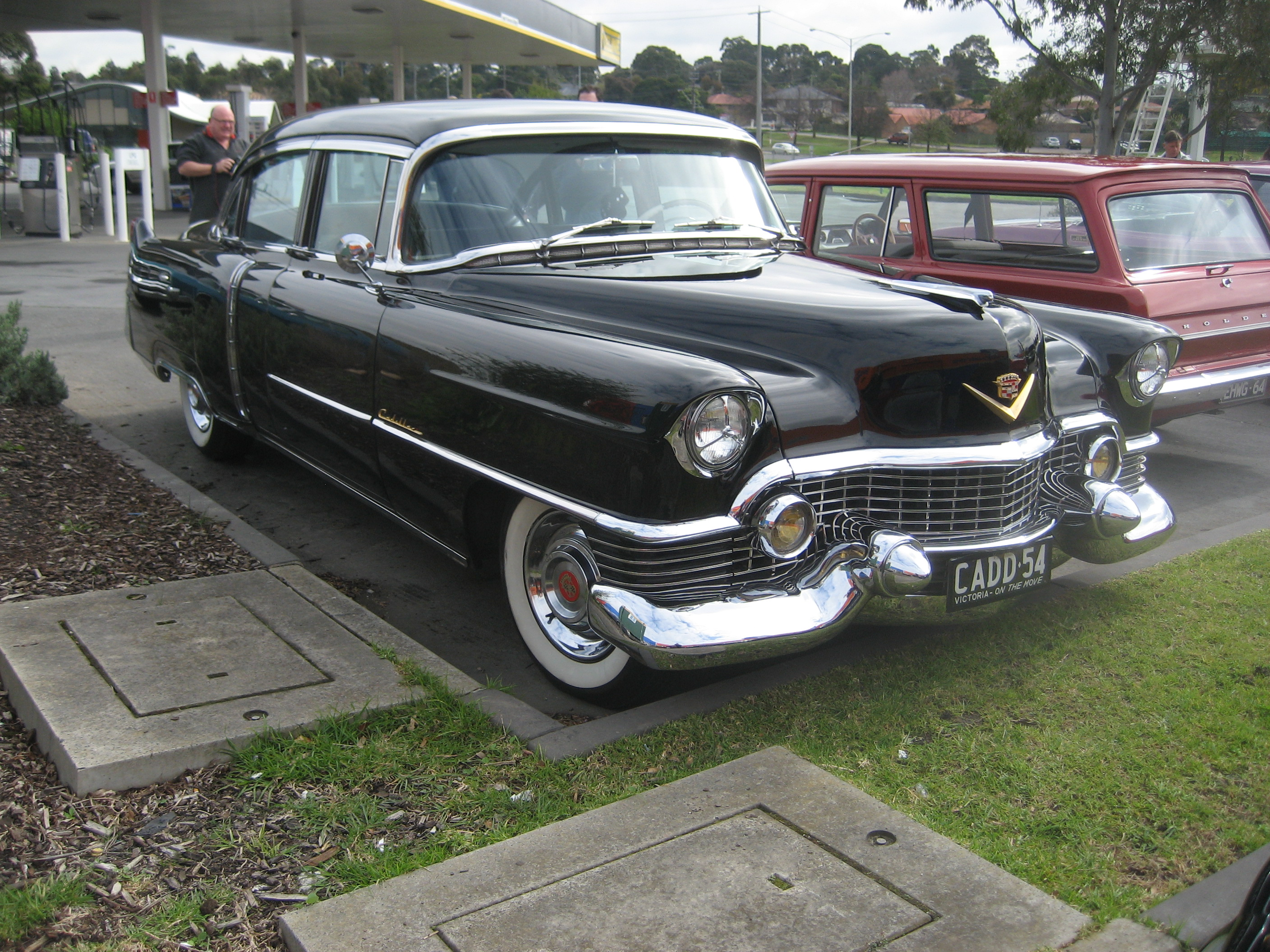
Cadillac Fleetwood Sixty Special (1954-1956)
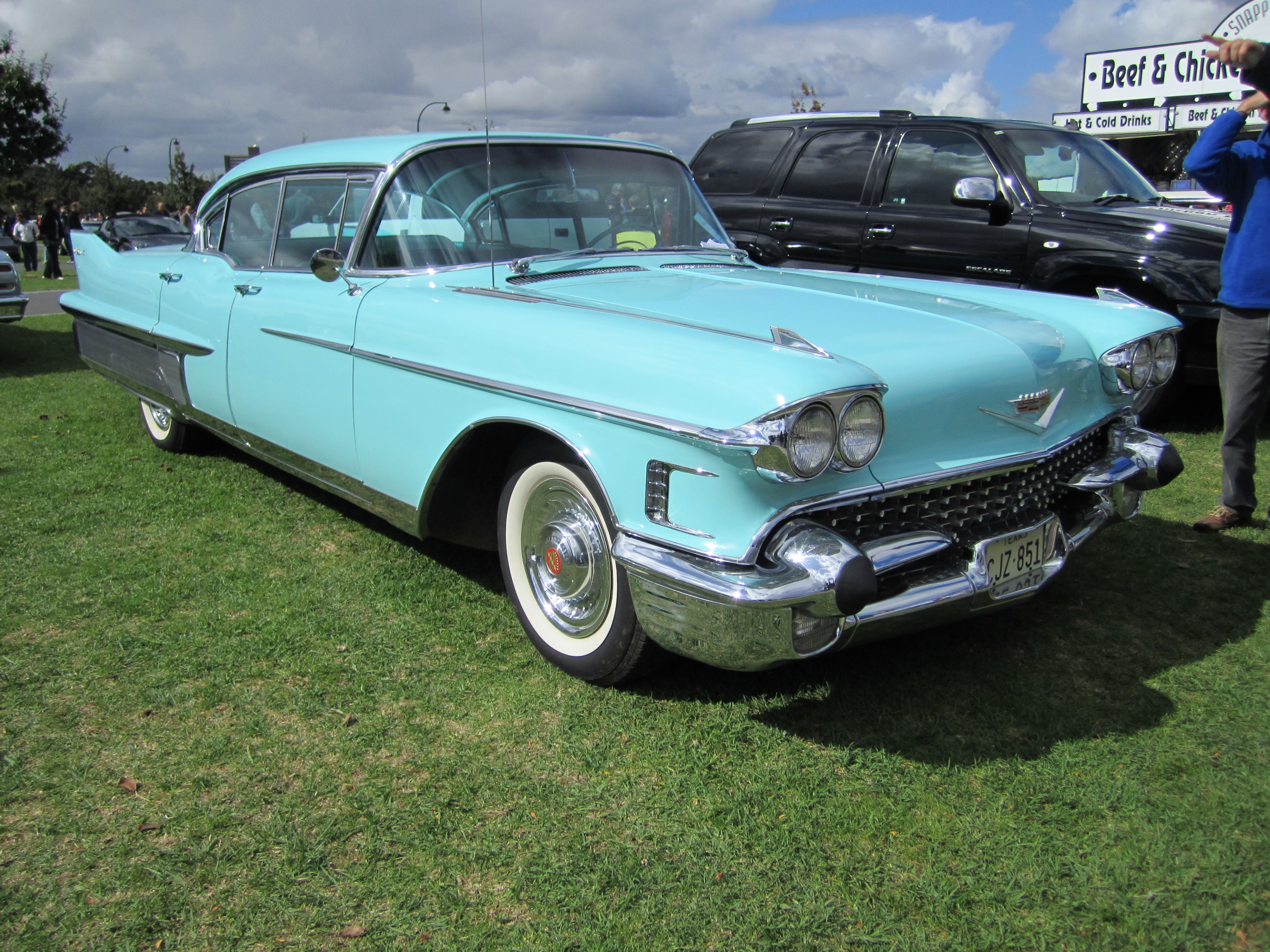
Cadillac Fleetwood Sixty Special (1957-1958)
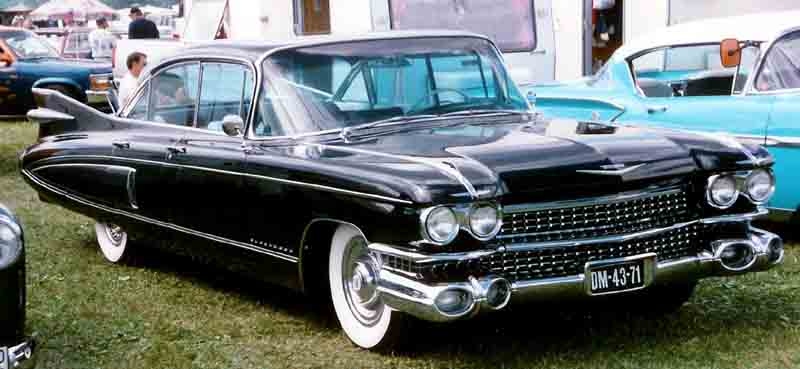
Cadillac Fleetwood Sixty Special (1959-1960)
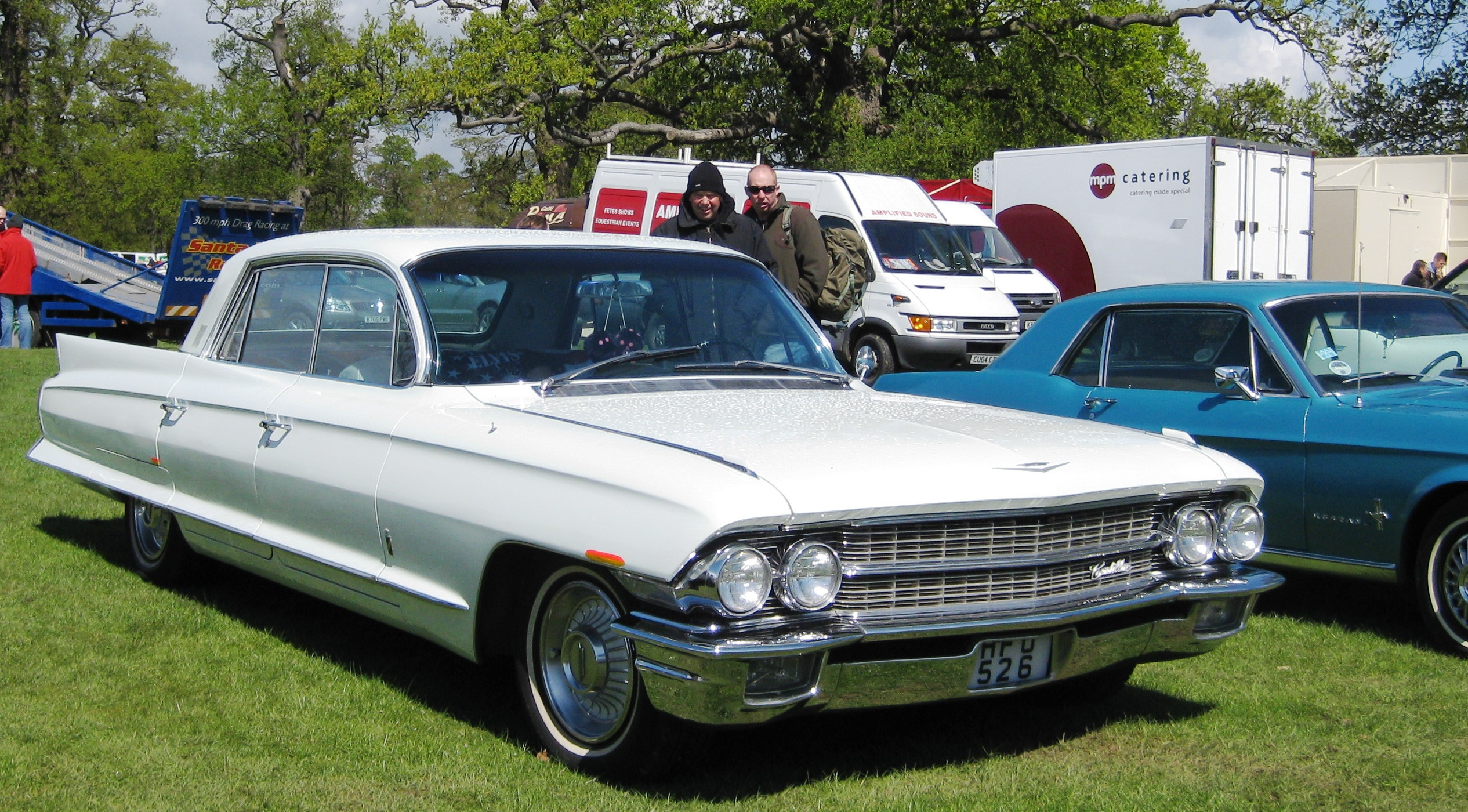
Cadillac Fleetwood Sixty Special (1961-1965)
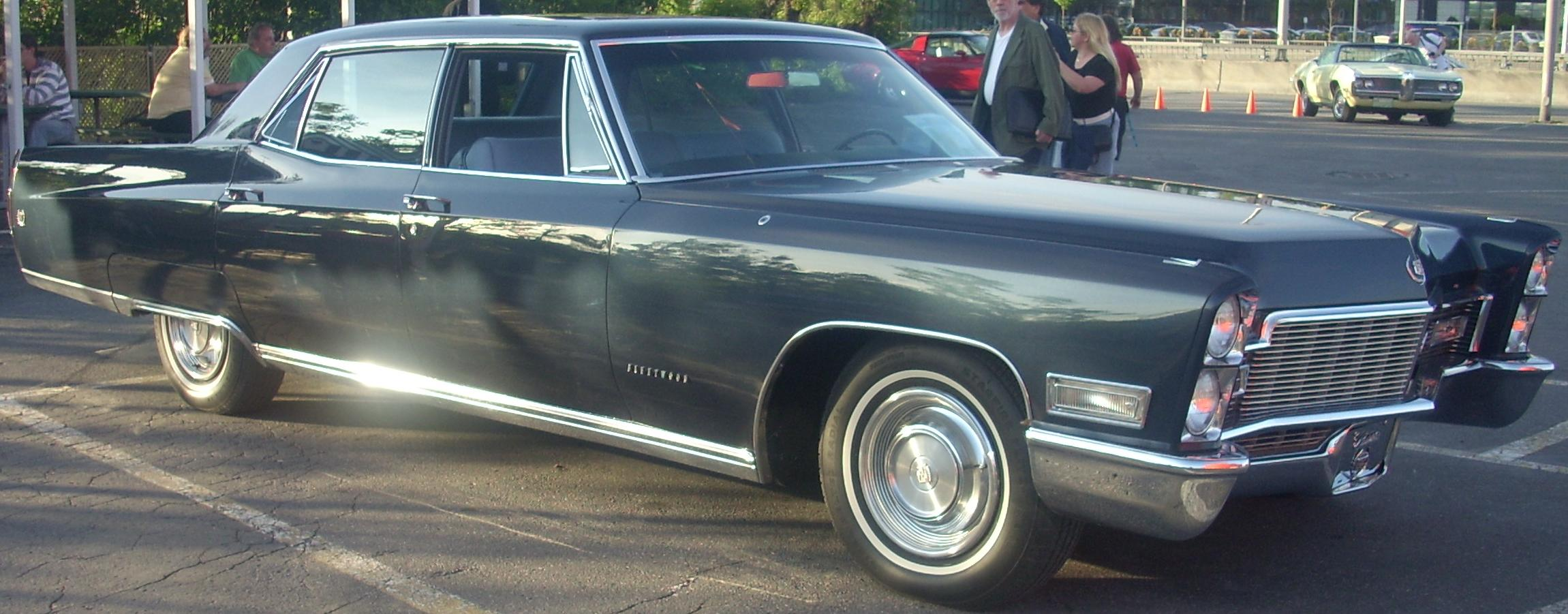
Cadillac Fleetwood Sixty Special Brougham (1966-1970)
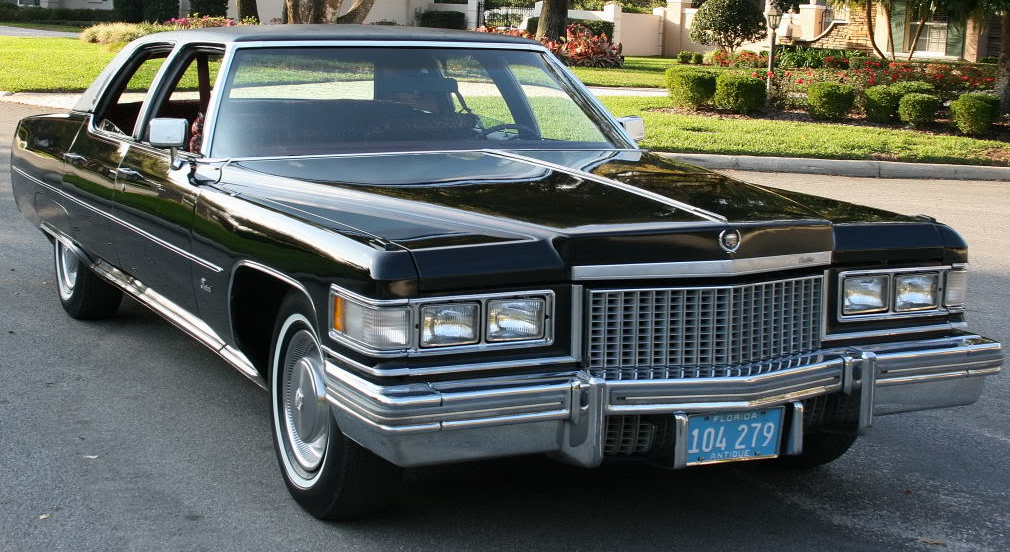
Cadillac Fleetwood Sixty Special Brougham (1971-1976)
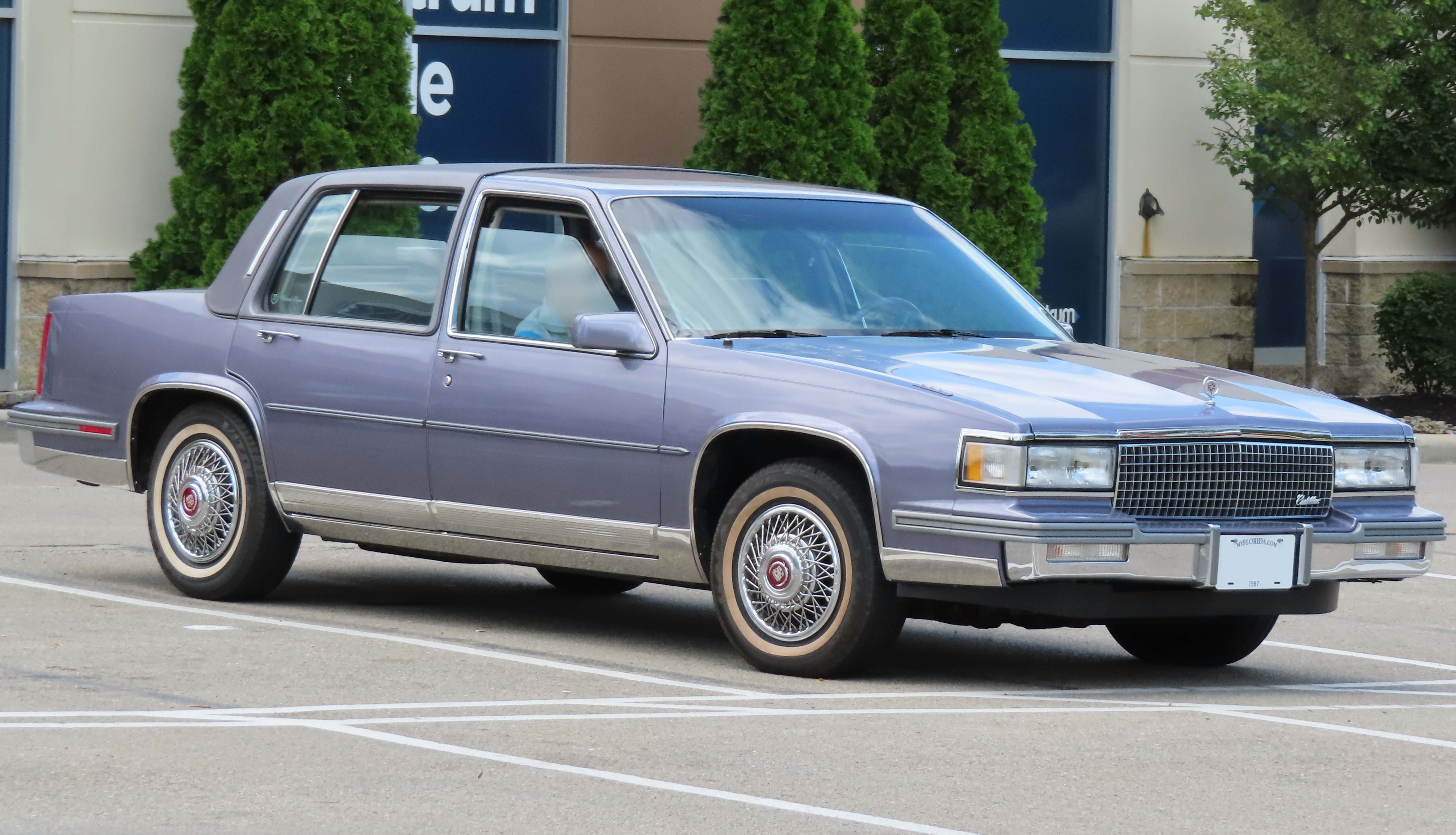
Cadillac Fleetwood Sixty Special (1987-1992)